# Metropolie Chalkédón
Metropolie Chalkédón je jedna z metropolií Konstantinopolského patriarchátu, nacházející se na území Turecka.

## Historie
Chalkédón, dnešní Kadıköy měl od počátku křesťanství silnou křesťanskou komunitu.
Podle tradice nejprve ve městě hlásily evangelium svatí Krescens a Tychicus, společníci apoštola Pavla.
I toto území se nevyhnulo perzekuci křesťanů, proto známe i několik zdejších mučedníků.
Počátky této diecéze (eparchie) sahají do začátku 2. století.
Roku 451 při příležitosti Chalkedonského koncilu se tato diecéze stala metropolií.

## Současnost
Sídlem metropolitů je město Kadıköy, kde se také nachází katedrála sv. Eufémie. Současným metropolitou je Emmanouil (Adamakis).
Současný titul metropolitů je; Metropolita Chalkédónu, hypertimos a exarcha celé Bithýnie.
Pod metropolii patří dvanáct chrámů;
- Chrám svaté Eufémie (Kadıköy)
- Chrám Nejsvětější Trojice (Kadıköy)
- Chrám svatého Jana (Kalamış)
- Chrám svatého Ignácia (na hřbitově)
- Chrám svatého Jiří (Yeldeğirmen)
- Chrám svatého Eliáše (Chrysoupolis)
- Chrám svatého Panteleimona (Kuzguncuk)
- Chrám svatého Jiří (Kuzguncuk)
- Chrám svatého Jiří (Çengelköy)
- Chrám Proměnění (Kandilli)
- Chrám sv. Konstantina a Heleny (Paşabahce)
- Chrám svaté Paraskevy (Beykoz)